# Municipio de Älmhult
El municipio de Älmhult (en sueco: Älmhults kommun) es un municipio en la provincia de Kronoberg, al sur de Suecia. Su sede se encuentra en la ciudad de Älmhult. El municipio actual fue creado en 1971 cuando la ciudad de mercado (köping) de Älmhult se fusionó con los municipios rurales aledaños.

## Localidades
Hay 5 áreas urbanas (tätort) en el municipio:
| # | Tätort  | Población |
| - | ------- | --------- |
| 1 | Älmhult | 9,374     |
| 2 | Diö     | 899       |
| 3 | Liatorp | 527       |
| 4 | Eneryda | 323       |
| 5 | Delary  | 208       |